# Guainville
Guainville est une commune française située dans le département d'Eure-et-Loir en région Centre-Val de Loire.

## Géographie

### Situation
Guainville est situé à l'extrémité nord du département d'Eure-et-Loir, au carrefour des départements des Yvelines, de l'Eure et d'Eure-et-Loir. De de fait, Guainville est aussi à la rencontre de trois régions : Île-de-France, Normandie et Centre-Val de Loire. Se situant pourtant dans la région Centre-Val de Loire, la commune se trouve plus au nord que la localité de La Celle-sous-Montmirail, dans la région des Hauts-de-France. 
Elle est à la limite nord de la région naturelle et agricole du Drouais.
La commune se trouve à 20 minutes de Mantes-la-Jolie, Dreux ou Évreux. À 1 h de Paris, cette commune compte aussi un grand nombre de résidences secondaires.

Situation géographique
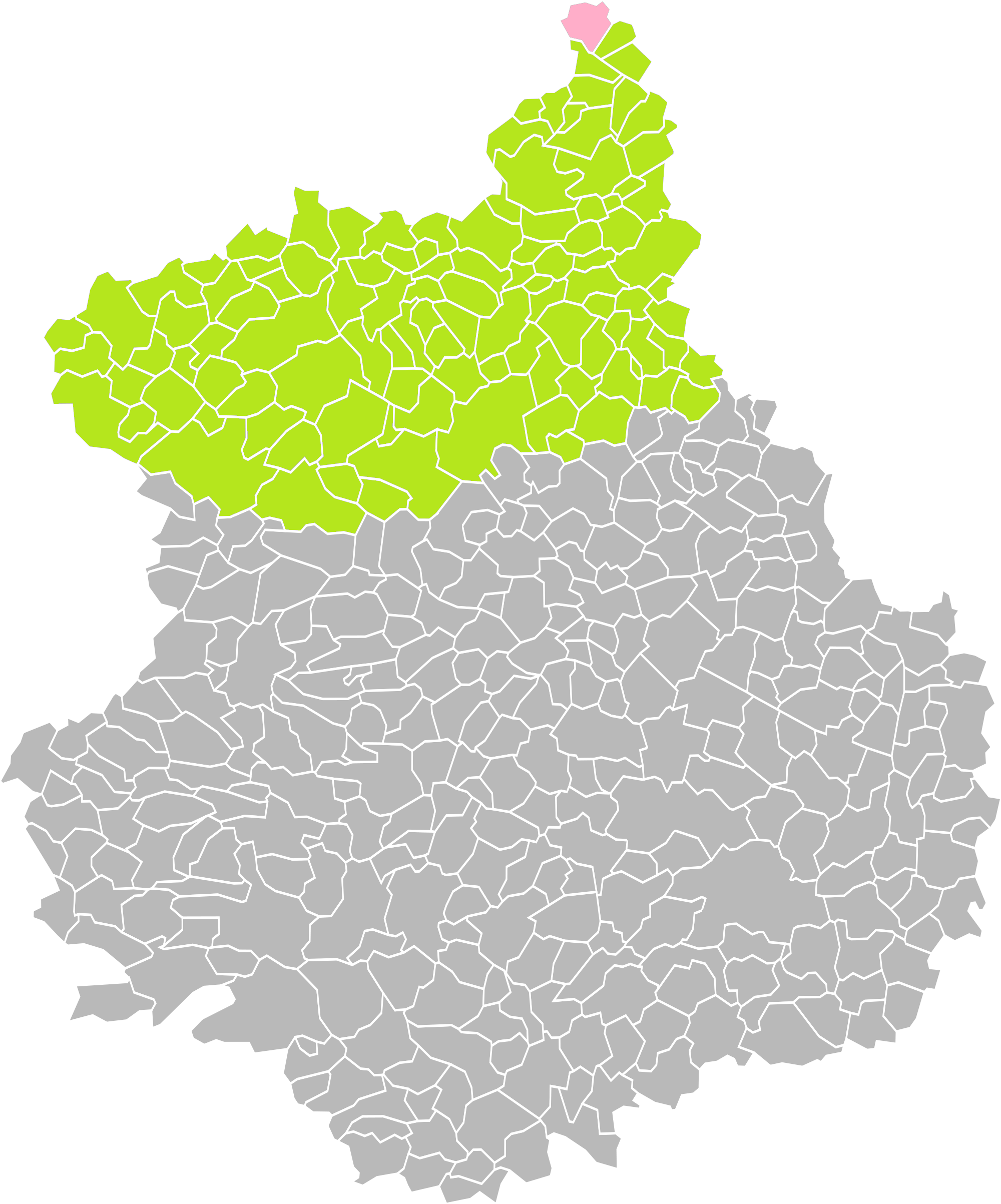
Guainville dans son arrondissement.
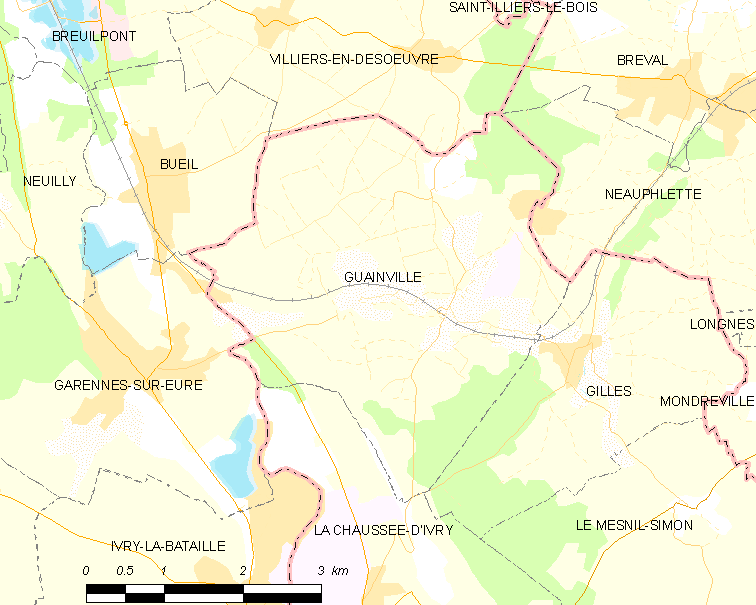
Carte de la commune de Guainville.

### Communes, départements et régions limitrophes
Guainville, commune du département d'Eure-et-Loir en région Centre-Val de Loire, est limitrophe de deux départements, l'Eure et les Yvelines, appartenant chacun à une région différente, respectivement la Normandie et l'Île-de-France.
| Bueil (Eure)             | Villiers-en-Désœuvre (Eure) | Bréval (Yvelines) Neauphlette (Yvelines) |
| Garennes-sur-Eure (Eure) | Guainville                  | Gilles                                   |
| La Chaussée-d'Ivry       | La Chaussée-d'Ivry          | Gilles                                   |

### Climat
Pour des articles plus généraux, voir Climat du Centre-Val de Loire et Climat d'Eure-et-Loir.
En 2010, le climat de la commune est de type climat océanique dégradé des plaines du Centre et du Nord, selon une étude du CNRS s'appuyant sur une série de données couvrant la période 1971-2000. En 2020, Météo-France publie une typologie des climats de la France métropolitaine dans laquelle la commune est exposée à un climat océanique et est dans la région climatique  Sud-ouest du bassin Parisien, caractérisée par une faible pluviométrie, notamment au printemps (120 à 150 mm) et un hiver froid (3,5 °C). 
Pour la période 1971-2000, la température annuelle moyenne est de 10,6 °C, avec une amplitude thermique annuelle de 14,4 °C. Le cumul annuel moyen de précipitations est de 668 mm, avec 10,9 jours de précipitations en janvier et 8,2 jours en juillet. Pour la période 1991-2020, la température moyenne annuelle observée sur la station météorologique de Météo-France la plus proche, « Bû_sapc », sur la commune de Bû à 13 km à vol d'oiseau, est de 11,4 °C et le cumul annuel moyen de précipitations est de 633,2 mm,. Pour l'avenir, les paramètres climatiques de la commune estimés pour 2050 selon différents scénarios d'émission de gaz à effet de serre sont consultables sur un site dédié publié par Météo-France en novembre 2022.

## Urbanisme

### Typologie
Au 1er janvier 2024, Guainville est catégorisée commune rurale à habitat dispersé, selon la nouvelle grille communale de densité à 7 niveaux définie par l'Insee en 2022.
Elle est située hors unité urbaine. Par ailleurs la commune fait partie de l'aire d'attraction de Paris, dont elle est une commune de la couronne,. 

### Occupation des sols
L'occupation des sols de la commune, telle qu'elle ressort de la base de données européenne d’occupation biophysique des sols Corine Land Cover (CLC), est marquée par l'importance des territoires agricoles (82,5 % en 2018), une proportion sensiblement équivalente à celle de 1990 (82,8 %). La répartition détaillée en 2018 est la suivante : 
terres arables (65,4 %), zones agricoles hétérogènes (17 %), forêts (14,2 %), espaces verts artificialisés, non agricoles (1,8 %), zones urbanisées (1,5 %), prairies (0,1 %). L'évolution de l’occupation des sols de la commune et de ses infrastructures peut être observée sur les différentes représentations cartographiques du territoire : la carte de Cassini (XVIIIe siècle), la carte d'état-major (1820-1866) et les cartes ou photos aériennes de l'IGN pour la période actuelle (1950 à aujourd'hui).

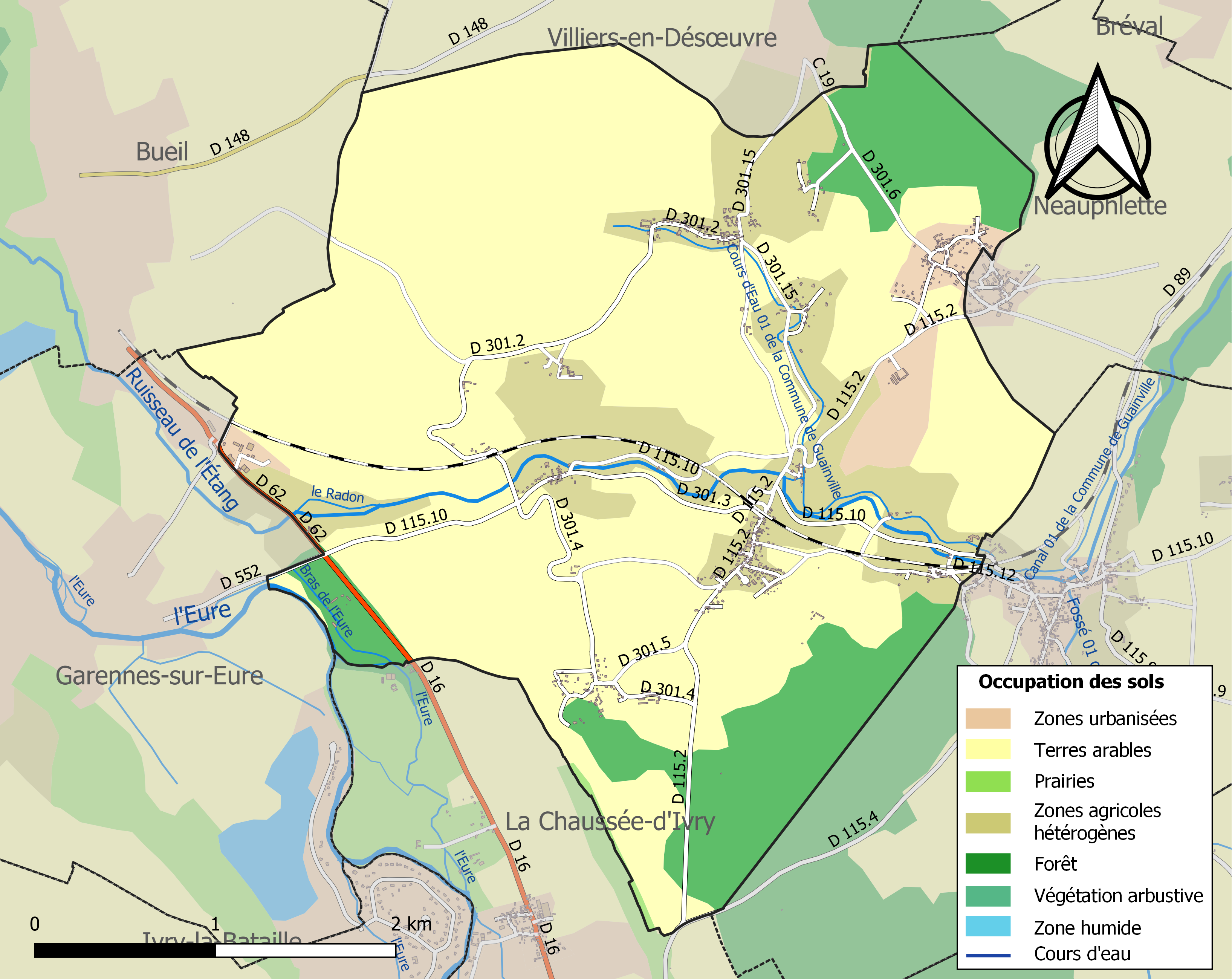
Carte des infrastructures et de l'occupation des sols de la commune en 2018 (CLC).

### Risques majeurs
Le territoire de la commune de Guainville est vulnérable à différents aléas naturels : météorologiques (tempête, orage, neige, grand froid, canicule ou sécheresse), inondations, mouvements de terrains et séisme (sismicité très faible). Il est également exposé à un risque technologique, le transport de matières dangereuses. Un site publié par le BRGM permet d'évaluer simplement et rapidement les risques d'un bien localisé soit par son adresse soit par le numéro de sa parcelle.

#### Risques naturels
Certaines parties du territoire communal sont susceptibles d’être affectées par le risque d’inondation par débordement de cours d'eau, notamment le ruisseau de l'Étang et l'Eure. La commune a été reconnue en état de catastrophe naturelle au titre des dommages causés par les inondations et coulées de boue survenues en 1995, 1999 et 2001,.

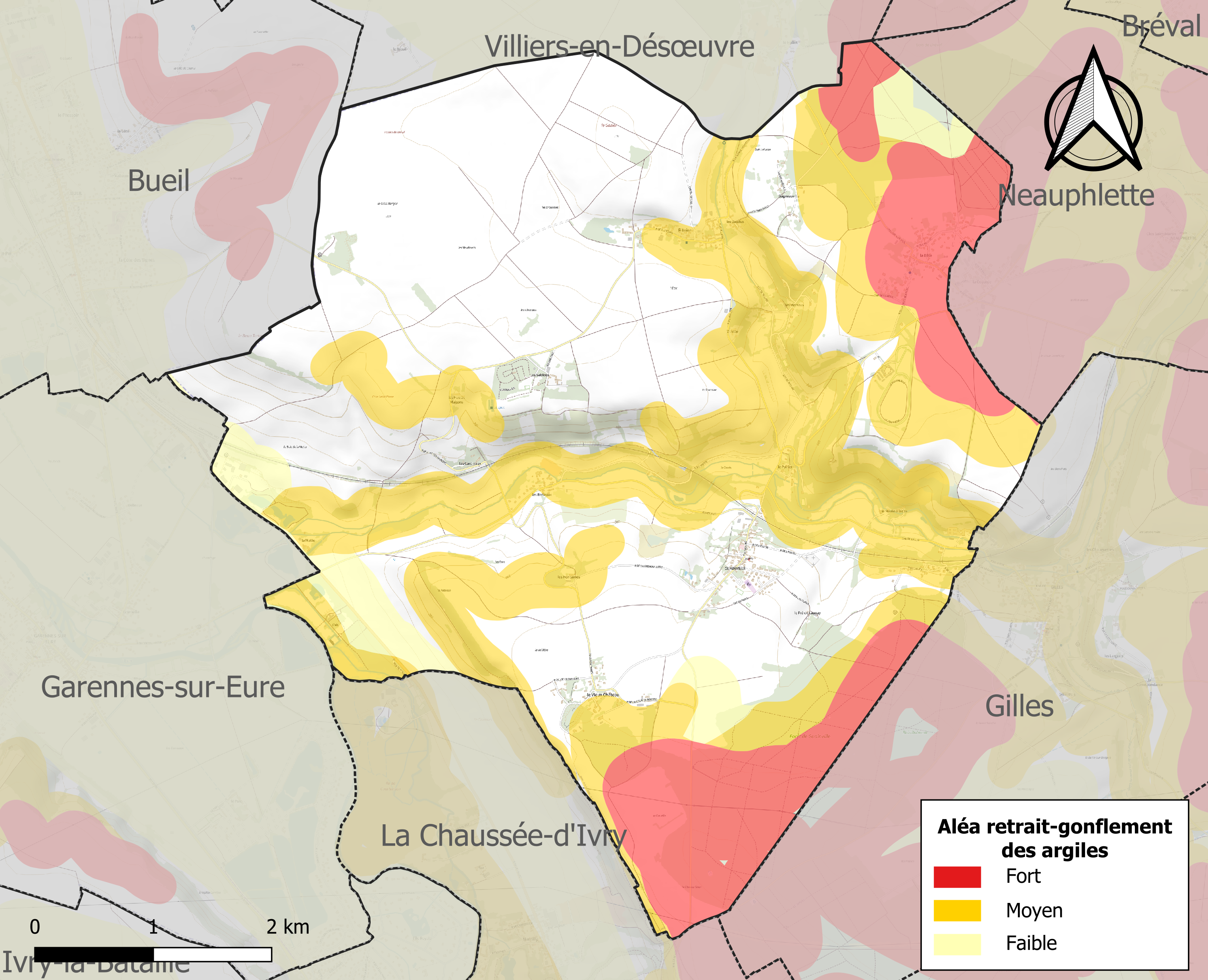
Carte des zones d'aléa retrait-gonflement des sols argileux de Guainville.

La commune est vulnérable au risque de mouvements de terrains constitué principalement du retrait-gonflement des sols argileux. Cet aléa est susceptible d'engendrer des dommages importants aux bâtiments en cas d’alternance de périodes de sécheresse et de pluie. 47,6 % de la superficie communale est en aléa moyen ou fort (52,8 % au niveau départemental et 48,5 % au niveau national). Sur les 323 bâtiments dénombrés sur la commune en 2019, 194 sont en aléa moyen ou fort, soit 60 %, à comparer aux 70 % au niveau départemental et 54 % au niveau national. Une cartographie de l'exposition du territoire national au retrait gonflement des sols argileux est disponible sur le site du BRGM,.
Concernant les mouvements de terrains, la commune a été reconnue en état de catastrophe naturelle au titre des dommages causés par la sécheresse en 1997, 2003 et 2018 et par des mouvements de terrain en 1999.

#### Risques technologiques
Le risque de transport de matières dangereuses sur la commune est lié à sa traversée par des infrastructures routières ou ferroviaires importantes ou la présence d'une canalisation de transport d'hydrocarbures. Un accident se produisant sur de telles infrastructures est en effet susceptible d’avoir des effets graves au bâti ou aux personnes jusqu’à 350 m, selon la nature du matériau transporté. Des dispositions d’urbanisme peuvent être préconisées en conséquence.

## Toponymie
Le nom de la localité est attesté sous les formes Gaenvillaris en 1132 ; Gaonvilla en 1170 ; Gaignovilla [Gaiguovilla] en 1208 ; Guinville en 1538 ; Guainville au XVIIIe siècle (Carte de Cassini).

## Histoire
Le village de Guainville apparaît tardivement dans la documentation, dans le second quart du XIIe siècle, comme l'atteste la fondation par Simon d'Anet du prieuré de Saint-Germain-le-Gaillard  « sur la terre de Gainville » en 1178.

## Politique et administration

### Liste des maires
| Période | Période  | Identité          | Étiquette | Qualité   |
| ------- | -------- | ----------------- | --------- | --------- |
| 1944    | 1963     | Jules Gauthier    |           |           |
| 1963    | 1977     | Emile Glanard     |           |           |
| 1977    | 1995     | Daniel Bergin     |           |           |
| 1995    | 2014     | Philippe Glanard  |           |           |
| 2014    | 2020     | Jocelyne Poussard | SE        | Retraitée |
| 2020    | En cours | Nathalie Velin    | SE        |           |

## Population et société

### Démographie
L'évolution du nombre d'habitants est connue à travers les recensements de la population effectués dans la commune depuis 1793. Pour les communes de moins de 10 000 habitants, une enquête de recensement portant sur toute la population est réalisée tous les cinq ans, les populations de référence des années intermédiaires étant quant à elles estimées par interpolation ou extrapolation. Pour la commune, le premier recensement exhaustif entrant dans le cadre du nouveau dispositif a été réalisé en 2007.

En 2022, la commune comptait 684 habitants, en évolution de −0,87 % par rapport à 2016 (Eure-et-Loir : −0,23 %, France hors Mayotte : +2,11 %).
| 1793 | 1800 | 1806 | 1821 | 1831 | 1836 | 1841 | 1846 | 1851 |
| ---- | ---- | ---- | ---- | ---- | ---- | ---- | ---- | ---- |
| 694  | 735  | 695  | 614  | 578  | 660  | 606  | 635  | 642  |

| 1856 | 1861 | 1866 | 1872 | 1876 | 1881 | 1886 | 1891 | 1896 |
| ---- | ---- | ---- | ---- | ---- | ---- | ---- | ---- | ---- |
| 606  | 591  | 565  | 510  | 464  | 449  | 445  | 408  | 384  |

| 1901 | 1906 | 1911 | 1921 | 1926 | 1931 | 1936 | 1946 | 1954 |
| ---- | ---- | ---- | ---- | ---- | ---- | ---- | ---- | ---- |
| 349  | 395  | 395  | 329  | 340  | 368  | 345  | 335  | 314  |

| 1962 | 1968 | 1975 | 1982 | 1990 | 1999 | 2006 | 2007 | 2012 |
| ---- | ---- | ---- | ---- | ---- | ---- | ---- | ---- | ---- |
| 254  | 256  | 321  | 412  | 555  | 614  | 654  | 659  | 694  |

| 2017 | 2022 | - | - | - | - | - | - | - |
| ---- | ---- | - | - | - | - | - | - | - |
| 655  | 684  | - | - | - | - | - | - | - |

## Culture locale et patrimoine

### Lieux et monuments
- Église Saint-Pierre, XVe siècle,  Inscrit MH (2021)[1] ;

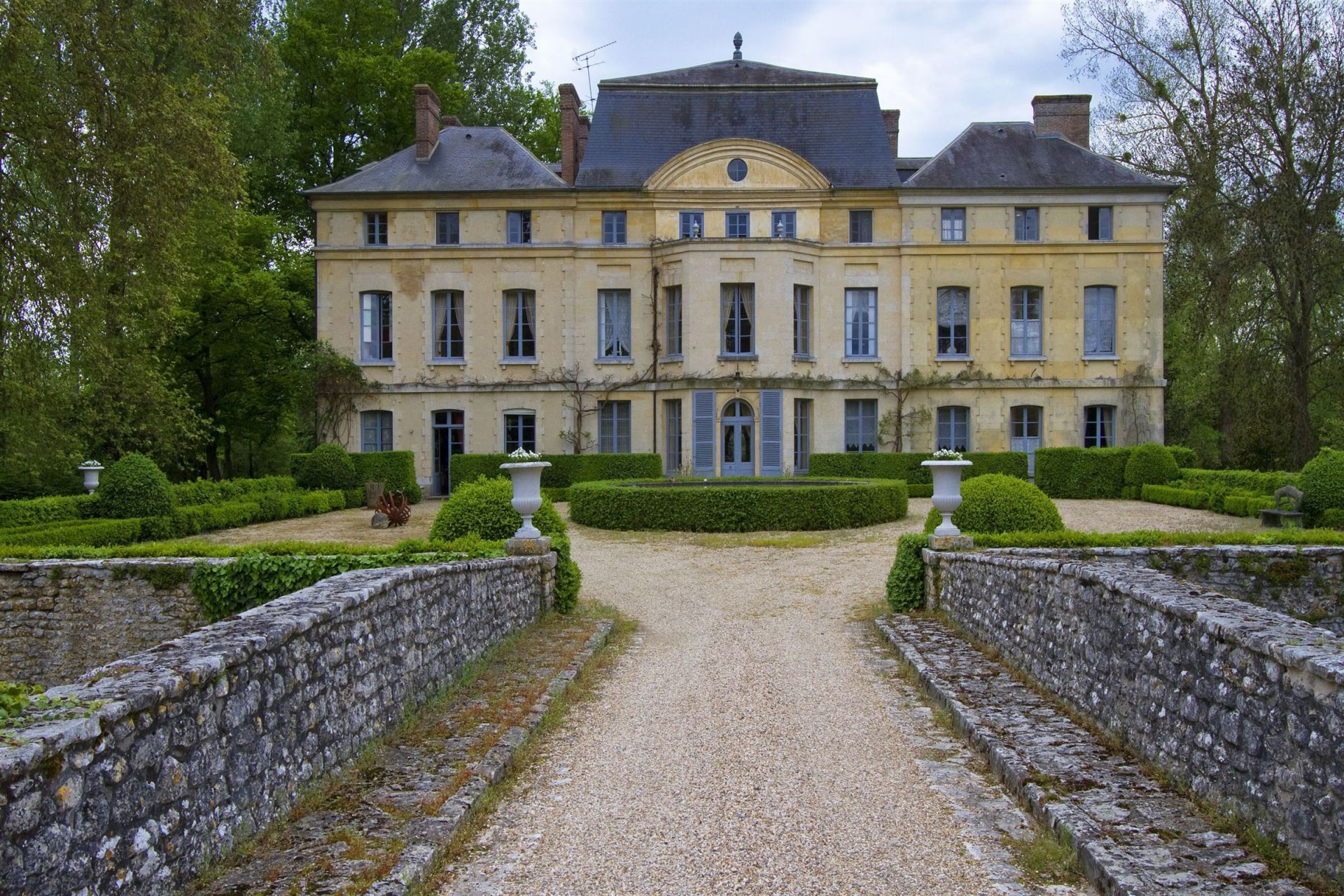
Le château de Primard.

- Château de Primard, demeure de maître d'inspiration Directoire, construite à la fin du XVIIIe siècle par le marquis de Dampierre. D'une surface de 1 207 m2, la demeure de quatre étages compte 35 pièces[25]. Situé sur la rive droite de l'Eure, face au département homonyme et à la Normandie, le domaine comprend une chapelle, une maison de gardien, des dépendances, une piscine et une roseraie. Le château a notamment appartenu durant 35 ans à l'actrice Catherine Deneuve, qui l'a rénové, la conception des jardins étant confiée à l'architecte paysagiste belge Jacques Wirtz (en). Au tournant des années 2020, la demeure est rachetée par un couple d'investisseurs, qui transforme la bâtisse en auberge de luxe, le « Domaine de Primard »[26],[27],[28] ;
- Château de Guainville, situé dans le hameau du vieux château (château fort), site archéologique,  Inscrit MH (2009)  Classé MH (2012)[29] ;
- Chapelle Notre-Dame-de-Bonne-Nouvelle de Gagneauville.

### Personnalités liées à la commune
Surnommé par L'Écho républicain « Le village des stars », plusieurs célébrités ont élu résidence à Guainville :
- Joseph Chiffonny (1857-1923), artiste peintre, y est décédé ;
- Jean Delannoy (1908-2008), réalisateur et scénariste, y vit jusqu'à sa mort ;
- Catherine Deneuve (née en 1943), actrice, est propriétaire du château de Primard jusqu'en 2018[25],[26] ;
- Patrick Dupond (1959-2021), danseur, a vécu à Guainville jusqu'en 2007.
- Dominique Paturel (1931-2022), acteur, y possédait une maison ;
- François Rauber (1933-2003), pianiste, compositeur, arrangeur et chef d'orchestre français, est enterré au cimetière de Guainville ;

### Héraldique
|  | Les armes de la commune se blasonnent ainsi : écartelé :au 1) et au 4) d’azur au sautoir d’or, au 2) et 3) losangé d’azur et d’or de trois tires ; à la tour d’argent maçonnée de sable brochant sur la partition. |